# Chartreuse de Bourgfontaine
La chartreuse de Bourgfontaine  ou prieuré de la Fontaine Notre-Dame en Valois est un monastère situé à Villers-Cotterêts, dans une
vaste clairière de la forêt de Retz.

## Historique
AU XIIe siècle, il y a une ferme et une chapelle à Bonne-Fontaineappartenant aux chevaliers de Saint-Jean de Jérusalem.
En 1316, Charles de Valois, frère de Philippe le Bel, et père de Philippe VI de Valois, signe à Villers-Cotterêts, l'acte de fondation de la Chartreuse de Bourgfontaine. Il en fait édifier tous les bâtiments afin d'y aménager une retraite et de compléter la défense du Valois. Il en conserve la toute-propriété, n'en donnant qu'une simple jouissance aux religieux qui n'en deviennent propriétaires qu'en mai 1329. La chartreuse de Bourgfontaine, compte d'abord quatre moines. Philippe VI dote richement le monastère. À sa mort, le 22 août 1350, et selon ses dernières volontés, son cœur est remis à la Chartreuse de Bourgfontaine, en raison de l'attachement qu'il avait pour ce monastère
En 1540, on compte vingt six moines.
Au début de la deuxième guerre de religion, en 1567, elle subit une attaque, elle est pillée et incendiée par les huguenots. Le cœur de Philippe de Valois, enfermé dans une boite de plomb est détruit.
En 1621, Jansénius, Saint-Cyran et leurs amis tiennent une réunion à Bourgfontaine pour établir les plans d'une campagne en faveur du déisme. Le Dictionnaire de Théologie Catholique (t. 8, col. 323) parle de cet épisode comme d'une "absurde légende".
Lors de la crise janséniste du XVIIIe siècle, certains moines sont à la tête des Appelants contre la bulle papale Unigenitus. Sur trente et un chartreux qui s'enfuient en Hollande pour y former un nouveau monastère, cinq sont de Bourgfontaine, dont le prieur de la nouvelle maison, Dom Soufflot. Il y a vingt moines à la fin du XVIIIe siècle.
En 1783, la communauté compte encore 30 religieux profés, dix oblats ; mais il n'y a plus de convers ou frères servants.
Le 13 février 1790, l'assemblée constituante prononce l'abolition des vœux monastiques et la suppression des congrégations religieuses. Les religieux quittent leur couvent définitivement le 1er octobre 1792. Cinq moines meurent en prison. Mise en vente et adjugée comme bien national, au prix de deux cent mille livres, les bâtiments sont vendus pour être en partie démolis. Une partie des communs est démontée et les pierres vendues. Après avoir abrité une école de menuiserie et une exploitation agricole, Bourgfontaine est racheté par le comte Henri de Roberval au début du XXe siècle, qui entreprend d’importants travaux de sauvegarde qu’il est contraint d’abandonner. La propriété redevient une exploitation agricole puis un haras. Dès 1963, François Mathet se consacre à la restauration des bâtiments, du mur d’enceinte, de la chapelle et de l’église.
Le monument est inscrit au titre des monuments historiques en 1928 et 2000.

## Description
La chartreuse de Bourgfontaine se composait à son origine de deux établissements distincts, le couvent et l'habitation royale bâtie par Charles de Valois.
La disposition et l'organisation des bâtiments conventuels que l'on retrouve dans la majorité des chartreuses, se retrouvaient à Bourgfontaine. Le couvent bâti sur ces anciennes traditions passait pour un des plus vastes de France et avait vu se compléter ses constructions sur la fin du XIVe siècle, et son enclos d'une immense étendue, se fermait de hautes murailles.
Le portail en plein cintre avec colonnettes est orné de denticules, d'angelots posés sur des cartouches. Le plan de la chapelle est des plus simples, affectant la forme primitive des basiliques, une nef sans transepts ni collatéraux, de grandes baies sans meneaux, une abside polygonale. A l'extérieur toute l'ornementation consistait dans des contreforts surmontés de pignons, à double égout adhérents aux murs ornés d'une corniche semée de quelques fleurons. On y pénétrait, par une porte principale et par une autre porte latérale abritée par un auvent dont on apercevait encore les entailles pratiquées dans la muraille.
Sur l'archivolte de la porte principale, on pouvait lire la devise de ces grands penseurs de la solitude :
« Hic praeteritos dies meditate et eternos meditare. 
Ici souvenez-vous de vos jours passés et pensez à l'éternité. »

## Prieurs
Le prieur est le supérieur d'une chartreuse, élu par ses comprofès ou désigné par les supérieurs majeurs.
- Eustache, premier prieur de la Fontaine Notre Dame
- Jean ? Cadet, visiteur de la province de France-sur-Seine.
- ~1399 : Jean Tirelli [10].
- -1431 : Alexandre Cuignet (†1476), prieur de Val-Sainte-Marie, d'Aillon, de Valbonne (1444-1446)[11].
- ~1600 :  de Cheurre ou de Chèvre
- Pierre de Floigny, profès de la chartreuse de Paris, prieur de Foiggny et de celle de Bourg-Fontaine et convisiteur de la province de France[12].
- 1634-1641 : Charles de Chalard, profès de Bourgfontaine, prieur de Bellary (1612-1613), du Val Saint-Georges (1613-1621), de Valprofonde (1627-1634)[13].
- ~1648 : Paul Jouenne[14].
- Louis Chéron (†1791)
- 1791-1792 : Maurice Andrieu (†1794) mort à la prison d'Aurillac.

## Visiteurs notables
- En 1407, Nicolas de Clamanges, docteur en Sorbonne, proviseur du collège de Navarre et secrétaire de l'antipape Benoit XIII, Pierre de Lune.
- En 1594, Pierre Acarie, membre de la Ligue, confiné par Henri IV à Bourgfontaine[15].
- En 1621, se tient une réunion avec [5] :
  - Cornelius Jansen
  -  Saint-Cyran
  - Robert Arnauld d'Andilly
  - Philippe Cospéan
  - Jean Filleau (1600-1682) sur data.bnf.fr[16].
- Louis Racine[17].

## Patrimoine foncier
Charles de Valois et son épouse attribuèrent à la chartreuse le domaine de Sennevières près de Nanteuil-le-Haudouin, le domaine de Beauvoir près de Morienval, le domaine de Mortefontaine ; soit trois cents hectares de biens provenant des Templiers ; à cela s'ajoute des droits sur les bois, sur la rivière de l'Ourcq et sur des moulins.
En 1328, Philippe de Valois donne aux Chartreux l'autorisation de prendre dans la forêt de Retz le bois nécessaire aux usages de leur maison et l'autorisation de mettre dans la forêt 100 porcs, 30 vaches et 10 juments. En 1329, il donne à la chartreuse de Bourgfontaine les redevances qu'il percevait encore à Bargny. En mai 1329, il donne à la Chartreuse tous les édifices avec leurs dépendances, que Charles de Valois, son père, avait fait construire pour son usage. L'entretien et la réfection de ces édifices seront désormais à la charge des Comtes de Valois, successeurs de Philippe VI et les Chartreux ne seront pas contraints de les aliéner ou de payer pour eux aucune finance.
L'abbaye possédait La ferme de Baisemont à  Oigny-en-Valois, par échange avec les religieux de Lieux-Restauré en 1394 ; La ferme de Fleury dans la forêt de Villers-Cotterêts ; La ferme de Faverolles et les étangs et l'ermitage St-Antoine dans un vallon entre Oigny et Faverolles. Les religieux en étaient seigneurs en partie et avaient moyenne et basse justice.
En 1671, le patrimoine s’élève à deux mille hectares de terres et bois situés dans les vallées de l'Ourcq et de la Savières, auxquels il fallait ajouter un certain nombre de rentes en argent, droits d'usage dans la forêt de Retz et droits de pêche dans l'Ourcq.

## Iconographie
Louis Licherie, fixe pour l'éternité la splendeur de cette réalisation  en réalisant une toile  contemporaine d'une série de douze tableaux consacrés à la vie de Saint Bruno et destinés à l'ameublement de la chartreuse dans les années 1670.